# Emma Rienas
Emma Karolin Rienas, född 15 oktober 1982 i Storfors församling, är en svensk före detta friidrottare (kortdistanslöpning). 

## Karriär
2002 deltog Rienas tillsammans med Jenny Kallur, Susanna Kallur och Lena Aruhn i det svensk stafettlaget på 4x100 meter som vid EM i München blev utslaget i försöken.
Under år 2005 bildade Rienas ihop med Carolina Klüft, Jenny Kallur och Susanna Kallur ett starkt svenskt stafettlag på 4 x 100 meter. Vid Göteborgs/Folksam Grand Prix den 14 juni sprang de på 43,95 vilket betydde att de klarade VM-kvalgränsen 44,00. Den 26 juli förbättrade de sig ytterligare, nu till nytt svenskt rekord, 43,67, vilket gjorde att de fick klartecken för att delta vid VM. Vid VM i Helsingfors sprang de sedan försök den 12 augusti men slogs ut trots att de tangerade sitt nysatta svenska rekord, 43,67. Vid Finnkampen förbättrade stafettlaget den 27 augusti sitt svenska rekord ytterligare till 43,61.
Vid EM i Göteborg 2006 deltog hon på 100 meter där hon slogs ut i försöken, samt tillsammans med Jenny Kallur, Susanna Kallur och Emma Green i korta stafettlaget som även det blev utslaget i försöken.
Vid inomhus-EM i Turin år 2009 deltog Rienas på 60 meter men slogs ut i semifinalen efter att ha slagit personrekord i försöken med 7,32.
Vid inomhus-VM 2010 i Doha, Qatar, deltog hon på 60 meter och tog sig till semifinal men blev sedan utslagen efter 7,45 i försöken och 7,38 i semifinalen. På sommaren 2010 deltog hon vid EM i spanska Barcelona där hon med stafettlaget på 4x100 meter, ihop med Lena Berntsson, Elin Backman och Moa Hjelmer, lyckades ta sig till final och där kom sjua på nytt årsbästa.
Rienas avslutade sin idrottskarriär hösten 2010.

## Utmärkelser
Emma Rienas belönades år 2011 med Stora grabbars och tjejers märke (nummer 515).

## Personliga rekord
| Utomhus - 100 meter – 11,54 (Sundsvall 25 juli 2009) - 200 meter – 24,00 (Sollentuna 16 juli 2006) - 200 meter – 24,01 (Stockholm 25 juli 2006) - Längd – 6,00 (Göteborg 5 juli 2003) | Inomhus - 60 meter – 7,32 (Turin, Italien 7 mars 2009) - 100 meter – 12,04 (Tammerfors, Finland 4 februari 2006) - 200 meter – 25,18 (Malmö 12 februari 2005) - Längd – 5,94 (Sätra 2 mars 2003) |

### Fotnoter
1. 1 2 3  ”SWEDISH TEAM Media Guide. European Athletics Championships, Göteborg 2006.”. friidrott.se. Arkiverad från originalet den 4 juni 2012. https://web.archive.org/web/20120604124725/http://www.friidrott.se/press/emguide_06.aspx. Läst 28 november 2016.
2. ↑  Wiger 2006, s. 181.
3. ↑  ”Stora SM 2006, dag 1”. turebergfriidrott.se. Arkiverad från originalet den 10 juni 2015. https://web.archive.org/web/20150610133840/http://turebergfriidrott.se/statistik/SM2006/2006_resfred.htm. Läst 19 april 2013.
4. ↑  ”Stora SM 2007”. trackandfield.se. Arkiverad från originalet den 4 maj 2013. https://archive.is/20130504152109/http://www.proteamonline.se/storage/customers/978/editor/resultat%20sm%20i%20friidrott%202007.html. Läst 19 april 2013.
5. ↑  ”Stora SM 2008, dag 3”. trackandfield.se. Arkiverad från originalet den 24 augusti 2010. https://web.archive.org/web/20100824041425/http://www.trackandfield.se/Resultat/2008/080803.htm. Läst 20 maj 2013.
6. ↑  ”Stora SM 2009”. Arkiverad från originalet den 13 december 2009. https://web.archive.org/web/20091213202749/http://88.131.109.176/folksam/sm09/resultat.php. Läst 23 april 2013.
7. ↑  ”Stora SM 2010, dag 4”. trackandfield.se. Arkiverad från originalet den 27 september 2013. https://web.archive.org/web/20130927090733/http://www.trackandfield.se/resultat/2010/100822.htm. Läst 2 september 2013.
8. ↑  ”Stora SM 2006, dag 3”. turebergfriidrott.se. Arkiverad från originalet den 10 juni 2015. https://web.archive.org/web/20150610172313/http://turebergfriidrott.se/statistik/SM2006/2006_ressond.htm. Läst 19 april 2013.
9. ↑  Wiger 2006, s. 246.
10. 1 2  ”Stafett-SM 2006”. idrottonline.se. Arkiverad från originalet den 10 juni 2015. https://web.archive.org/web/20150610132850/http://www2.idrottonline.se/ImageVaultFiles/id_35895/cf_359/2006StafettSM.pdf. Läst 19 april 2013.
11. ↑  ”Stafett-SM 2009”. ifgota.se. Arkiverad från originalet den 4 mars 2016. https://web.archive.org/web/20160304103354/http://www.ifgota.se/result/Uploaded/stafettsm09.html. Läst 29 maj 2013.
12. ↑  Wiger 2006, s. 251.
13. ↑  ”Stora inne-SM 2003, resultat” (html). friidrott.stockholm.se. Arkiverad från originalet den 4 mars 2016. https://web.archive.org/web/20160304232249/http://www.friidrott.stockholm.se/ism/resultat/p_resultat.html. Läst 14 april 2015.
14. 1 2  ”Stora inne-SM 2004, resultat” (htm). idrottonline.se. Arkiverad från originalet den 23 november 2015. https://web.archive.org/web/20151123030953/http://iof2.idrottonline.se/ImageVaultFiles/id_16756/cf_78/040222ism.HTM. Läst 21 april 2015.
15. ↑  ”Stora inne-SM 2006 damer , resultat” (html). friidrott.stockholm.se. Arkiverad från originalet den 14 april 2021. https://web.archive.org/web/20210414225345/http://www.friidrott.stockholm.se/ism2006/resultat/f_kvinnor_resultat.html. Läst 6 april 2015.
16. 1 2  ”Stora inne-SM 2007, resultat” (htm). idrottonline.se. Arkiverad från originalet den 11 april 2015. https://web.archive.org/web/20150411214031/http://iof2.idrottonline.se/ImageVaultFiles/id_16670/cf_78/070225ism.HTM. Läst 12 april 2015.
17. ↑  ”Stora inne-SM 2008, resultat” (pdf). mai.se. Arkiverad från originalet den 14 april 2015. https://web.archive.org/web/20150414002300/http://www.mai.se/resultat/resultat_inne-sm_2008.pdf. Läst 11 april 2015.
18. ↑  ”Stora inne-SM 2009 dag 1, resultat”. ism2009.se. Arkiverad från originalet den 11 augusti 2010. https://web.archive.org/web/20100811153235/http://www.ism2009.se/filer/resultat_dag1.html. Läst 17 juli 2012.
19. ↑  ”Stora inne-SM 2010 dag 1, resultat”. friidrott.stockholm.se. Arkiverad från originalet den 5 mars 2016. https://web.archive.org/web/20160305005746/http://www.friidrott.stockholm.se/ISM2010/Page.asp?PageIdentifier=RESLORDAG. Läst 19 juli 2012.
20. ↑  Sveriges befolkning
1990:
Rienas, Emma Karolin
21. ↑  ”European Athletics Championships - München 2002” (på engelska). european-athletics.org. Arkiverad från originalet den 10 mars 2016. https://web.archive.org/web/20160310084030/http://www.european-athletics.org/competitions/european-athletics-championships/history/year=2002/results/index.html. Läst 18 augusti 2017.
22. ↑  ”Göteborg GP (FGP) / Göteborg”. friidrott.se. 14 juni 2005. Arkiverad från originalet den 18 januari 2017. https://web.archive.org/web/20170118052117/http://www.friidrott.se/live.aspx?id=103&1. Läst 17 januari 2017.
23. ↑  ”Tre svenska segrar och ett svenskt rekord!”. friidrott.se. 26 juli 2005. Arkiverad från originalet den 18 januari 2017. https://web.archive.org/web/20170118052227/http://www.friidrott.se/nyheter.aspx?id=4863. Läst 17 januari 2017.
24. ↑  ”4X100 Metres Relay Women - 10th IAAF World Championships In Athletics Helsinki (Olympic Stadium), Finland 06 Aug 2005 - 14 Aug 2005” (på engelska). iaaf.org. Arkiverad från originalet den 18 januari 2017. https://web.archive.org/web/20170118052453/https://www.iaaf.org/competitions/iaaf-world-championships/10th-iaaf-world-championships-in-athletics-3365/results/women/4x100-metres-relay/heats/result. Läst 13 januari 2017.
25. ↑  ”Damerna dominerade”. friidrott.se. 27 augusti 2005. Arkiverad från originalet den 18 januari 2017. https://web.archive.org/web/20170118052122/http://www.friidrott.se/nyheter.aspx?id=4968. Läst 17 januari 2017.
26. ↑  ”European Athletics Championships - Göteborg 2006” (på engelska). european-athletics.org. Arkiverad från originalet den 9 augusti 2017. https://web.archive.org/web/20170809131303/http://www.european-athletics.org/competitions/european-athletics-championships/history/year=2006/results/index.html. Läst 14 juni 2017.
27. ↑  ”European Athletics Indoor Championships - Turin 2009” (på engelska). european-athletics.org. Arkiverad från originalet den 13 februari 2019. https://web.archive.org/web/20190213142152/http://www.european-athletics.org/competitions/european-athletics-indoor-championships/history/year=2009/results/index.html. Läst 27 augusti 2017.
28. ↑  ”60 Metres Women - 13th IAAF World Indoor Championships  Doha (Aspire Dome), Qatar 12 Mars 2010 - 14 Mar 2010” (på engelska). iaaf.org. Arkiverad från originalet den 3 februari 2017. https://web.archive.org/web/20170203022750/https://www.iaaf.org/results/iaaf-world-indoor-championships/2010/13th-iaaf-world-indoor-championships-4144/women/60-metres/semi-final/result. Läst 22 januari 2017.
29. ↑  ”European Athletics Championships - Barcelona 2010” (på engelska). european-athletics.org. Arkiverad från originalet den 28 december 2018. https://web.archive.org/web/20181228152907/http://www.european-athletics.org/competitions/european-athletics-championships/history/year=2010/results/index.html. Läst 5 april 2017.
30. ↑  ”Nära rekord på 4x100”. friidrott.se. 1 augusti 2010. Arkiverad från originalet den 5 april 2017. https://web.archive.org/web/20170405172653/http://www.friidrott.se/nyheter.aspx?id=11435. Läst 5 april 2017.
31. ↑  ”De fick stående ovationer!”. friidrott.se. 9 oktober 2010. Arkiverad från originalet den 16 januari 2017. https://web.archive.org/web/20170116144234/http://www.friidrott.se/nyheter.aspx?id=11736. Läst 13 januari 2017.
32. ↑  ”Stora grabbars märke”. friidrott.se. Arkiverad från originalet den 31 mars 2016. https://web.archive.org/web/20160331202525/http://www.friidrott.se/historik/storagrabbar.aspx. Läst 19 september 2016.
33. ↑  ”Stora Grabbar personpresentation”. storagrabbar.se. Arkiverad från originalet den 10 december 2022. https://web.archive.org/web/20221210221657/http://www.storagrabbar.se/grabbar_11.html. Läst 19 september 2016.
34. 1 2 3 4 5 6 7  ”Personsida på AllAthletics” (på engelska). all-athletics.com. Arkiverad från originalet den 19 september 2016. https://web.archive.org/web/20160919231140/http://www.all-athletics.com/node/148767. Läst 19 september 2016.
35. 1 2 3  ”Personsida hos IAAF” (på engelska). iaaf.org. Arkiverad från originalet den 19 september 2016. https://web.archive.org/web/20160919225510/https://www.iaaf.org/athletes/sweden/emma-rienas-177625. Läst 19 september 2016.
36. 1 2 3 4 5 6  ”Personsida på European Athletics' webbplats” (på engelska). european-athletics.org. Arkiverad från originalet den 10 oktober 2016. https://web.archive.org/web/20161010065950/http://www.european-athletics.org/athletes/group=r/athlete=133424-rienas-emma/index.html. Läst 19 september 2016.